# Забава (Брестская область)
Заба́ва (бел. Забава) — деревня в Кобринском районе Брестской области Белоруссии. Входит в состав Новосёлковского сельсовета.
По данным на 1 января 2016 года население составило 12 человек в 9 домохозяйствах.

## География
Деревня расположена в 19 км к юго-западу от города и станции Кобрин, в 64 км к востоку от Бреста, на автодороге М12 Кобрин-Мокраны.

## История
Населённый пункт известен с 1890 года как имение краковских епископов. В разное время население составляло:
- 1999 год: 12 хозяйств, 22 человека;
- 2005 год: 11 хозяйства, 16 человек;
- 2009 год: 19 человек;
- 2016 год[2]: 9 хозяйств, 12 человек;
- 2019 год[1]: 10 человек.